# Jake Butler
Pour les articles homonymes, voir Butler.
Jake Butler est un footballeur international néo-zélandais, né le 12 novembre 1984. Il évolue au poste de milieu défensif aux Tampines Rovers en S.League.

## Biographie

### Carrière en club
Il participe à la Coupe du monde des clubs de la FIFA 2008 avec le club de Waitakere United, jouant un match contre le club australien d'Adelaïde united.

### Carrière internationale
Jake Butler honore sa première sélection en équipe de Nouvelle-Zélande le 5 septembre 2013 lors d'un match amical contre l'Arabie saoudite. Il sort à la 60e minute à la place d'Aaron Clapham (victoire 1-0).
Il compte deux sélections en équipe nationale depuis 2013.

## Palmarès
- Avec le Waitakere United :
  - Champion de Nouvelle-Zélande en 2008, 2010, 2011, 2012
  - Vainqueur de la Ligue des champions de l'OFC en 2008